# Jurij Borisov (politico)
Jurij Ivanovič Borisov (in russo Юрий Иванович Борисов?; Vyšnij Voločëk, 31 dicembre 1956) è un politico russo, CEO di Roscosmos dal luglio 2022.
Dal 2018 al 2022 è stato Vice Primo Ministro della Difesa e l'Industria spaziale, dal 2012 al 2018 Vice Primo Ministro della Difesa. Ha ricevuto l'Ordine per il Servizio alla Patria nelle Forze Armate dell'URSS , 3º grado
Ha il grado civile di Consigliere di Stato effettivo della Federazione Russa di 1ª classe.

## Biografia
Jurij Borisov è nato nel dicembre 1956 a Vyšnij Voločëk, Unione Sovietica. Si è diplomato alla Kalinin Suvorov Military School nel 1974 e alla Radioelectronics Higher Command School nel 1978. Negli anni ottanta ha studiato matematica alla Facoltà di matematica computazionale e cibernetica dell'Università statale di Mosca, presso la quale si è laureato nel 1985. 
Per 20 anni, dal 1978 al 1998, è stato arruolato nelle forze armate sia dell'Unione Sovietica che della Russia. Nell'ottobre 2007 era vice capo dell'Agenzia federale per l'industria ed è diventato viceministro dell'industria e del commercio nel luglio 2008. È stato commissario militare-industriale per la Russia nel marzo 2011 e dal 12 novembre 2012 con decreto presidenziale Borisov è stato promosso viceministro della difesa della Federazione Russa.
Il 7 maggio 2018, Borisov è stato nominato vice primo ministro per la difesa e l'industria spaziale nel secondo gabinetto di Dmitry Medvedev.
Il 15 gennaio 2020 si è dimesso dopo che il presidente Vladimir Putin ha pronunciato il discorso presidenziale del 2020 all'Assemblea federale, in cui ha proposto diversi emendamenti alla Costituzione. Fu tenuto nel gabinetto di Mikhail Mishustin.
Nel 2021 è stato insignito dell'Ordine della Repubblica di Serbia. 
Nel 2022 ha sostituito Dmitry Rogozin come Direttore generale di Roscosmos.

## Vita privata
Borisov è sposato e ha due figli.